# Волковское (Лохвицкий район)
Волко́вское (укр. Вовківське) — село,
Корсуновский сельский совет,
Лохвицкий район,
Полтавская область,
Украина.
Код КОАТУУ — 5322683402. Население по переписи 2001 года составляло 195 человек.

## Географическое положение
Село Волковское находится на расстоянии в 1 км от села Корсуновка и в 1,5 км от сёл Потоцковщина и Саранчино.
По селу протекает пересыхающий ручей с запрудой.
Рядом проходит железная дорога, станция Платформа 146 км.

## История
- 1870 — дата основания как посёлка Крыштоповка.
- 1922 — переименовано в село Волковское.